# プロジェクト・セイレーネ
プロジェクト・セイレーネ (Project Seirene) は、ワンダースワンカラー用ゲーム『SDガンダム GGENERATION モノアイガンダムズ』、ニンテンドーDS用ゲーム『SDガンダム GGENERATION DS』に登場する、架空の軍事計画。
ゲームオリジナルのモビルスーツ (MS) とキャラクターに付随する設定のため、本来の宇宙世紀の歴史には含まれない架空戦記の扱いである。

## 概要
本プロジェクトは、ティターンズに組するニュータイプ研究所、ライプチヒ研究所において提案された軍事計画である。その具体的内容は、ニュータイプ用に開発した巨大ユニットを用いて感応波（サイコ・ウェーブ）を増大し、広域にわたるマインドコントロールを行うというものであった。マインドコントロールを行うことによって兵士の理性を失わせ、最後の一兵にいたるまで戦闘を行わせることを目的とした。
広域マインドコントロール装置には「システム・セイレーネ」(System Seirene) の名がつけられ、ニュータイプ専用サイコウェーブユニット「テラ・スオーノ」に搭載された。当時の技術では100m級の大型モビルアーマー (MA) になることが予想されたため、緊急時にはパイロットの搭乗部分を高機動型MSユニットとして分離させることが計画された。また、護衛MSとして、迎撃MS「シスクード」と超重攻撃MS「デスパーダ」の2機が計画された。この2機はかつてのジオン公国軍におけるニュータイプ専用MA・ブラウ・ブロやエルメスの弱点であった格闘能力を補うためのもので、ライプチヒ研究所のフォリ博士が提案、開発を担当した。
結局、プロジェクト・セイレーネはエゥーゴの活躍により失敗に終わったが、このコンセプトは後にザンスカール帝国のエンジェル・ハイロゥに受け継がれることとなる。
なお、『SDガンダム GGENERATION DS』では、ジオンから廃棄された計画が更にティターンズによって回収・継続されるというアナザーストーリーが展開されている。
本プロジェクトに関係するMS、MAのメカニックデザインは片桐圭一郎が担当。

### システム・ファブニール
このプロジェクトで開発されたシステムに、「システム・ファブニール」がある。一種の双方向通信システムで、サイコミュを応用し、本来は一方が受けた情報を他が瞬時に受信することで、護衛機の管制を効率的に行うという目的で実装されたものである。しかし、アインはこれを応用することで、セレインの強大なニュータイプ能力による知覚を自分の物の様に使用していた。この利用法はシステム自体が未完成のために送信元に大きな負担を掛けてしまう。さらに、サイコミュの調整が非常にデリケートでもあり、アイン以外の使用は難しい。セレインには大きな負担がかかっているはずであるが、アインはそれを意に介さず使用していたようだ。
なお、この「システム・ファブニール」という名称は、邪竜ファブニールの血を浴びて不死身になった英雄ジークフリートの神話に由来する。シグの本名（ジークフリード・ウェドナー）に対する皮肉を込めた命名でもある。この名称はアインによる勝手な命名で、正式名称は明らかにされていない。

## テラ・スオーノ
ティターンズのニュータイプ専用サイコウェーブユニット（合体MA）。
名前の意味は「一兆の声」。
ティターンズが進めていた「プロジェクト・セイレーネ」における中心となるMAであり、広域マインドコントロール装置「システム・セイレーネ」の制御を担当した。しかしあまりにも巨大な機体になることが予想されたため、旧ジオン公国軍のブラウ・ブロやエルメスの反省点を生かし、緊急時にはパイロット搭乗部分が高機動型MSユニットとして緊急離脱することができ、また2機の専用の護衛MSを開発するなど、工夫が凝らされている。
主武装としてはエルメスのビットの後継であるストライカー・ビットが搭載されている。これはファンネルと異なりジェネレーターが内蔵されているため、稼動時間や威力はファンネルの比ではない。
劇中での活躍
ライプチヒ研究所の強化人間、セレイン・イクスペリが搭乗したが、まだシステムは不安定であり、エゥーゴによって撃墜された。
その後ティターンズによって少数が量産されているが、システム・セイレーネはセレイン用に調整されているため、使用することはできなかった。

## シスクード
ティターンズが開発し、エゥーゴに強奪された護衛用迎撃試作MS。
名前の意味は「左腕の盾」。
ティターンズが進めていた「プロジェクト・セイレーネ」における中心となるMA・テラ・スオーノの護衛機としてデスパーダと同時期に開発された兄弟機である。目的ポイントへ高速で移動し、敵の攻撃を広範囲にわたって無効化する任務が与えられ、いわば物量戦対策を主とする機体といえる。デザインはガンダムタイプであるが、他のティターンズ製MSと同じくモノアイを採用しており、デスパーダとともにモノアイガンダムズの俗称で呼ばれた。
コスト度外視で機動性を追求した設計がされており、通常はリミッターにより性能を抑制しているためオールドタイプでも操縦可能である。また、巡航形態への簡易変形も可能である。リミッターを外す事により発動できるフル稼働状態が「オフェンスモード」である。この形態での機動性は体力を向上させた強化人間ですら対応できない殺人的なものであったため、ライプチヒ研究所には搭乗可能なニュータイプや強化人間はおらず、外部のニュータイプ研究所から派遣される予定であった。フル稼働状態ではニュータイプの反応速度を超えた機動が可能となるが、その場合は体力を向上させた強化人間ですら対応できないほどのＧがかかる。
シスクードを乗りこなすシグ・ウェドナーは強化人間以上の身体能力を持っていると言っても過言ではない。
Iフィールドバリヤー発生器を兼用しているIフィールド・ランチャーと呼ばれる装置に、メガカノンおよびロングレンジビームライフルを搭載している。そのため、攻撃と防御の両面に対して高い性能を誇る。

### オフェンスモード
本機に搭載された高機動戦闘形態であり、オフェンスモード1からモード2まで存在する。リミッターを解除する事で性能を一部開放したオフェンスモード1へと移行する。この形態だけでもかなりの高機動性を誇る。最終リミッターを外したモード2へ移行する事で、通常のMSとは比較にならない超高高速戦闘が可能になる。だが前述した通り、オフェンスモードへの移行は強化人間ですら負担が大きく、ましてやモード2を使いこなすパイロットはまず存在しないとまで言われたほどである。それほどの危険性を持つモード2での戦闘能力は計り知れないスペックを持つ。
劇中での活躍
ガンダムMk-II強奪事件と同時進行により、エゥーゴのMSパイロットであるシグ・ウェドナーがティターンズより強奪。ガンダムMk-IIと同じようにエゥーゴカラーに塗装され、以降はシグが搭乗し、アイン・レヴィの駆るデスパーダと幾度かの交戦を繰り広げた。当初はアインのデスパーダはニュータイプ専用機であり、オールドタイプ用のシスクードでは歯が立たない事が多く、返り討ちに遭う事が多かったが、シスクードのリミッターを解除してオフェンスモードを展開した後はファブニールを起動したデスパーダと互角以上の性能を発揮した。
その後ティターンズによって少数が量産（カラーリングは黒）されているが、同性能かは不明である。

## デスパーダ
ティターンズの護衛用超重攻撃MS。
名前の意味は「右腕の剣」。
ティターンズが進めていた「プロジェクト・セイレーネ」における中心となるMA・テラ・スオーノの護衛機としてシスクードと同時期に開発された兄弟機である。前衛攻撃を担当し、いわば対エース・パイロットを主とする機体といえる。
ニュータイプ専用に開発されており、サイコミュを利用した武装を誇る。オールレンジ攻撃可能なサイコミュ誘導式スタンロッド「サイロッド」（ニュータイプ用の「海ヘビ」）が主力武器である。また、搭乗者であり、このプロジェクトの関係者でもあるアイン・レヴィの機体には「システム・ファブニール」という、双方向通信システムが搭載されている。
劇中での活躍
本機及び「システム・ファブニール」の開発にかかわったアイン・レヴィが搭乗。シグ・ウェドナーの駆るシスクードと幾度かの交戦を繰り広げた。
その後ティターンズによって少数が量産されているが、同性能かは不明である。